# 建黎乡
建黎乡，是中华人民共和国四川省雅安市汉源县曾经下辖的一个乡。

## 行政区划
建黎乡撤销前下辖以下地区：
永安村、同心村、同明村、启明村和双坪村。